# Реман, Осип Осипович
Осип Осипович Реман (нем. Joseph Rehmann; 16 [27] августа 1779, Бад-Заульгау, Тюбинген — 25 сентября [7 октября] 1831, Санкт-Петербург) — российский врач немецкого происхождения; доктор медицины, генерал-штаб-доктор, лейб-медик, действительный статский советник.

## Биография
Осип Реман родился 16 [27] августа 1779 года в Бад-Заульгау, в семье врача Йозефа Ксавье Ремана.
По окончании курса наук в Венском университете, он 27 февраля 1802 года получил степень доктора медицины и затем прибыл в Российскую империю, где ему 20 февраля 1805 года была дозволена врачебная практика.
2 апреля 1805 года он был, с Высочайшего соизволения, определён доктором при посольстве в Китай, причем министром внутренних дел поручено ему было «осмотреть находившиеся на пути туда госпитали и другие заведения, медицинскому управлению принадлежащие, и обратить внимание и на прочие предметы, к части медицинской относящиеся, как-то на прививание коровьей оспы и прочее».
15 ноября 1806 года Реман был избран в члены Московского Общества испытателей природы.
7 июля 1807 года был уволен от службы при Китайском посольстве (за которое пожалован был в надворные советники) и стал членом Медико-филантропического Комитета.
За описание Туркинских минеральных вод изъявлено ему 15 ноября 1807 года Монаршее благоволение, а 12 мая 1808 года он был избран в члены Виленского медицинского Общества.
23 февраля 1810 года он стал почётным членом Императорского Московского университета, а 23 июля того же года — корреспондентом Императорской медико-хирургической Академии.
7 января 1811 года Реман был принят в члены Московского физико-медицинского общества, а 3 февраля того же года корреспондентом Медицинского Совета и, по Высочайшему повелению, 28 октября стал почётным членом Медицинского Совета Министерства полиции.
14 сентября 1812 года Реман был избран в члены Императорского Вольного экономического общества.
18 сентября 1813 года Реман был назначен в должность лейб-медика при дворе Его Императорского Величества, а 8 декабря 1813 года, «во уважение к отличным познаниям его в судебной медицине», был принят в число почётных корреспондентов Комиссии составления законов Российской империи.
24 июля 1815 года избран в почетные члены Императорского Виленского университета, 21 января 1816 года пожалован в коллежские советники, а 14 апреля, по Высочайшему повелению, уволен в отпуск в чужие края, бессрочно, с сохранением получаемого им жалованья.
В 1815—1818 гг издавал с Крайтоном и Бурдахом «Russische Sammlung für Naturwissenschaft und Heilkunde», где были напечатаны и его статьи.
5 февраля 1820 года Реман был назначен лейб-медиком Высочайшего двора, 1 июля 1821 года произведен в статские советники, 11 сентября того же года ему повелено было быть генерал-штаб-доктором гражданской части, а 8 апреля 1822 года дополнительно и председателем Медико-филантропического Комитета Императорского Человеколюбивого Общества.
В 1829—1830 гг. Реман жил за границей, но когда в России началась пандемия холеры, Осип Осипович Реман вернулся в Санкт-Петербург, где и заразился сам. Он умер в чине действительного статского советника, 25 сентября 1831 года и был погребён на холерном участке Волковского кладбища, близ Царскосельской дороги.
Он пользовался широкой известностью в высшем Петербургском обществе 1810—1820 гг., как врач-практик; среди его пациентов были, в частности, Софья Нарышкина и Николай Карамзин.